# Богуслав VI
Богуслав VI (бл. 1354/1356 - 7 березня 1393) - князь Поморсько-Рюгенський (1368-1372) та Поморсько-Вольгастський (1368-1376, 1376-1393), молодший син Поморського князя Борніма IV Доброго, з династії Грифичів.

## Життєпис

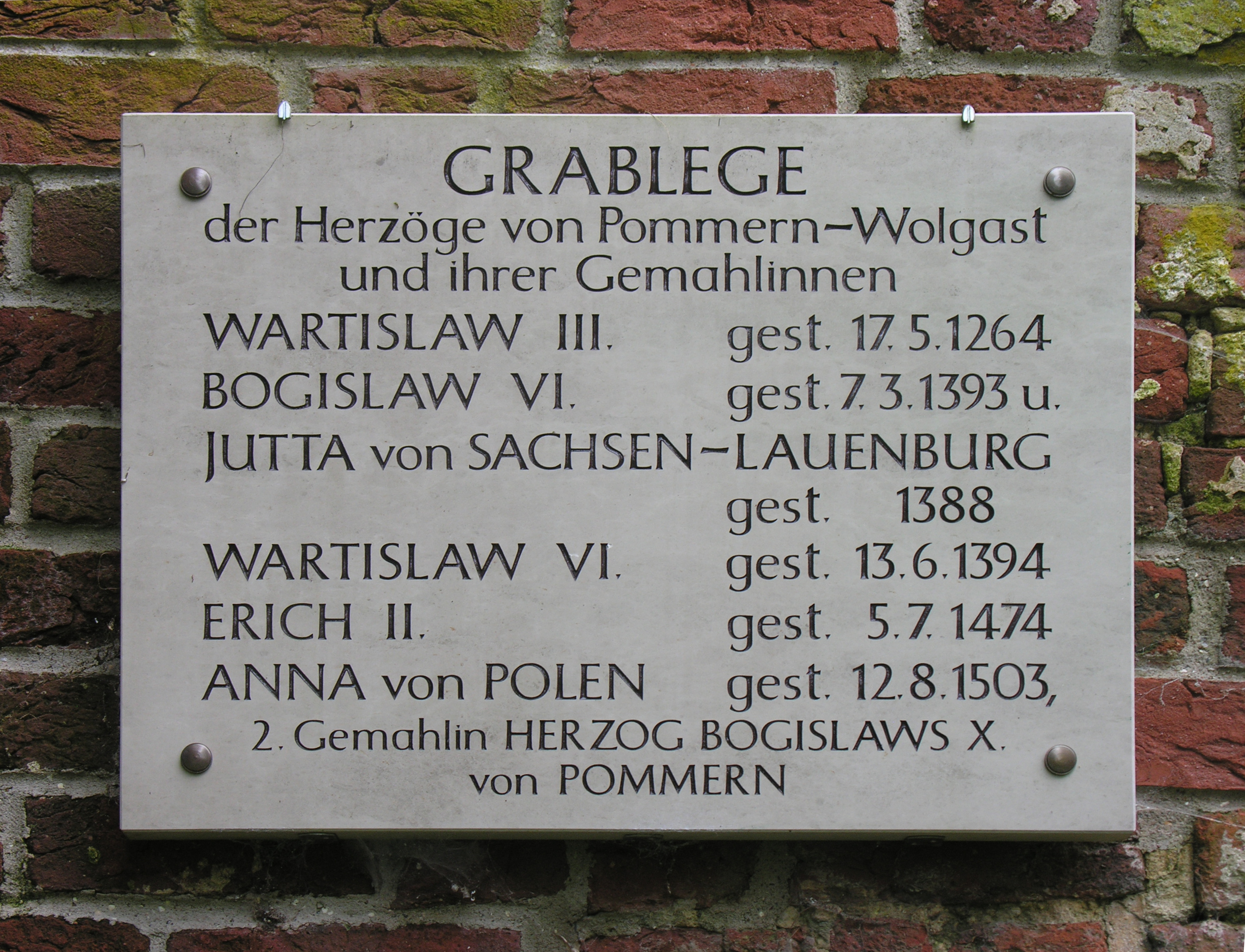
Дошка в Елдені, що позначає родинне поховання

Представник поморської західно-слов'янської династії правителів Грифичів. Другий (молодший) син Барніма IV Доброго (1319/1320 - 1365), князя Вольгастського та Рюгенського (1326-1365) та Софії Верле-Густров.
Після поділу Вольгастського князівства 25 травня 1368 Богуслав VI разом зі старшим братом Вартиславом VI отримав у спільне володіння Рюген і Вольгаст. На острові Рюген правив до 1372 року.
Після нового розділу князівства, здійсненого 5 грудня 1376, Богуслав VI отримав власний домен з містами Вольгаст, Узедом, Грайфсвальд та Накло.
Богуслав VI був прихильником розвитку торгівлі. 1390 року він надав торгові права польським купцям. Спираючись на методи, які використовувала Ганзейська унія, позбавив торговців Права складу та Прибережного права, крім Вольгаста.
Спільно брати-князі Померанські Вартислав VI та Богуслав VI протистояли Альберту Шведському, поки Вартислав VI та його лицарі були взяті в полон у Рібніц-Дамгартені 10 листопада 1368 року. Богуслав VI змушений був заплатити за визволення брата з полону 1300 марок.
1390 року Богуслав VI заснував місто-порт Аренсгоп. 7 березня 1393 року князь Богуслав VI помер, його поховали в Цистерціанському абатстві в Ельдені. Його володіння успадкував старший брат Вартислав VI.

## Родина
Богуслав VI був двічі одружений. Першою дружиною була Ютта (Юдіта) (пом. 1388), донька Еріка II, князя Саксен-Лауенбурзького та Агнеси Гольштейнської. Подружжя мало двох доньок:
- Софія (1380/1381 - бл. 1408), 1-й чоловік - принц Ерік Мекленбурзький (пом. 1397); 2-й чоловік - князь Ніколас V Мекленбург -Варен (пом. 1408)
- Агнеса (1381/1382 - до 1430?), дружина Конрада Старшого, пана фон Таннроде в Штраусфурті.

Вдруге Богуслав VI одружився в лютому 1391 на Агнесі Брауншвейг-Люнебурзькій (1356 - 1434), доньці князя Магнуса II Брауншвейг-Вольфенбютельського і Катарини Ангальт-Бернбурзької. Другий шлюб був бездітним.
Після смерті Богуслава VI його вдова Агнесса вдруге вийшла заміж у 1396 за Альберта Мекленбург-Шверинського (бл. 1340-1412), короля Швеції (1363-1389) і князя Мекленбурзького (1384-1412).